# Приучение к туалету

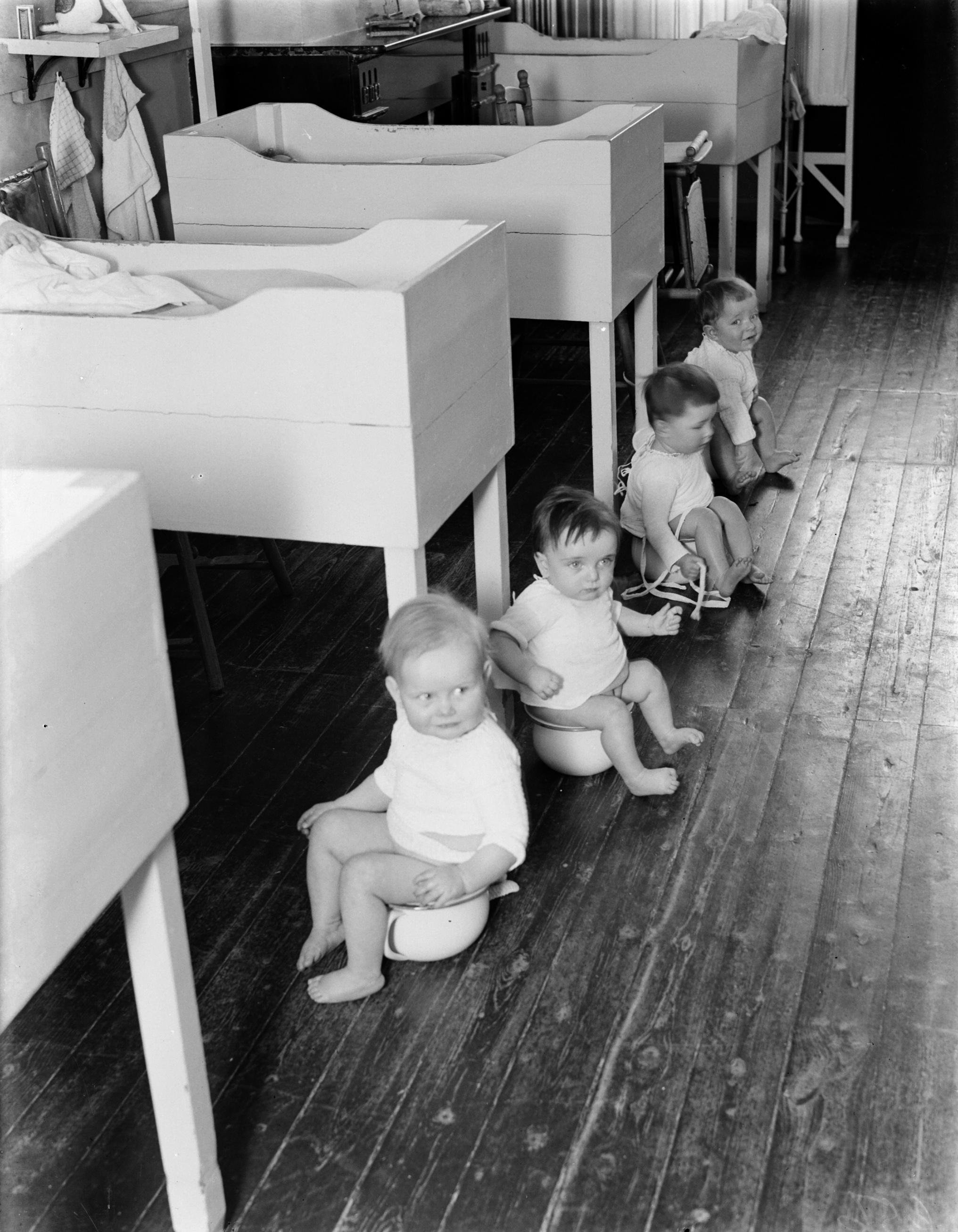
Дети на горшках в амстердамском приюте, основанном Анетт Полман, 1932

Приучение к туалету, обучение туалету — обучение кого-либо, особенно маленького ребенка или младенца, использованию горшка и туалета для мочеиспускания и дефекации. О приучении к туалету в досовременных обществах известно мало, но отношение к обучению в новейшей истории существенно изменялось и варьируется в зависимости от культуры и демографии. Многие современные подходы к обучению туалету основаны на бихевиорализме и когнитивной психологии.
Конкретные рекомендации значительно различаются от метода к методу, хотя некоторые из них считаются эффективными, конкретные исследования сравнительной эффективности отсутствуют. Ни один из подходов не является универсально эффективным ни для обучающихся, ни для одного и того же обучающегося с течением времени, и обучающим, возможно, придется скорректировать свои методы по ситуации. В некоторых культурах обучение начинается вскоре после рождения. Однако в большинстве развитых стран оно начинается в возрасте от 18 месяцев до двух лет, при этом большинство детей полностью обучаются к четырем годам, хотя многие дети еще могут сталкиваться с редкими неудачами.
Некоторые поведенческие и медицинские расстройства могут повлиять на приучение к туалету и увеличить время и усилия, необходимые для его успешного завершения. В определенных обстоятельствах требуется профессиональное вмешательство медицинского работника. Однако это случается редко, и подавляющее большинство детей успешно обучаются, даже те из них, которые сталкиваются с трудностями.
Дети могут столкнуться с определенными рисками, связанными с обучением, такими как поскальзывание на полу или падение с сидения унитаза. Обучение туалету может в некоторых случаях стать причиной жестокого обращения с ребенком. Для обучения туалету был разработан ряд практик, некоторые специализированные, а другие широко используемые.

## История

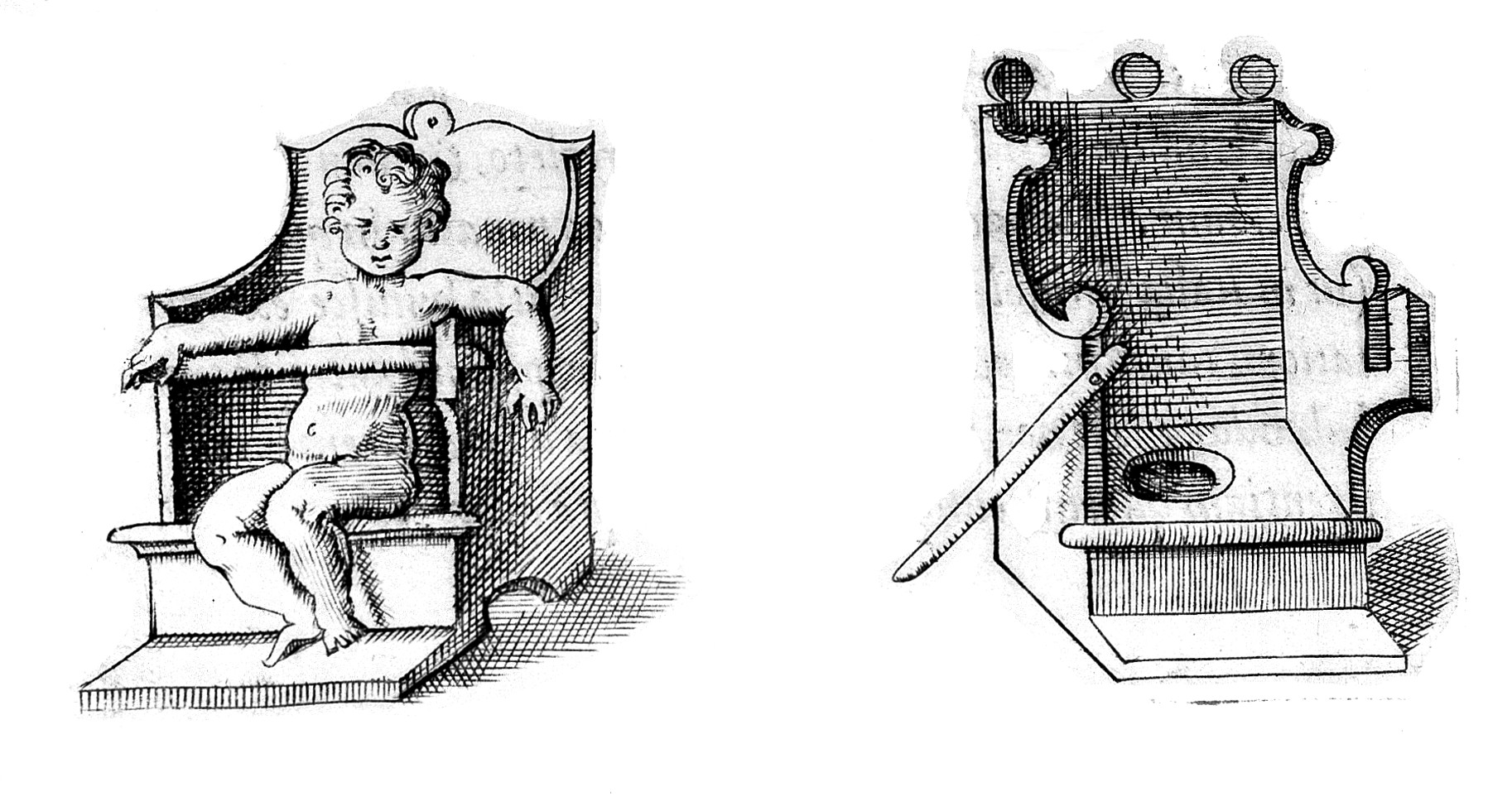
Иллюстрация 1577 года с ребенком на специальной уборной

Об обучении туалету в до-современных обществах известно мало. Самый ранний из известных детских туалетов приписывается Древнему Риму. Но неизвестно никаких свидетельство того, какие методы обучения они могли использовать.:4 В европейском Средневековье, согласно одному источнику «В рекомендованные средства против „ мочеиспускания в кровати“… входили потребление измельченного ежа или порошка из козьего копыта и посыпание кровати сушеными петушиными гребешками».
В недавнем прошлом культурные традиции и практики, связанные с обучением туалету, были разными. Например, начиная с конца 18-го века перешли от использования листьев или постельного белья (или ничего) для прикрытия половых органов ребенка к использованию тканевых подгузников, требовавших ручную стирку. Затем появились механические стиральные машины, потом в середине 20-го века стали популярны одноразовые подгузники, каждый шаг прогресса уменьшал расходы времени родителей и других ресурсов, необходимых для ухода за детьми, которые были не обучены туалету, и помогал ослабить ожидания о своевременности начала обучения.:3:216 Этот процесс не проходил одинаково во всех частях света. В более бедных странах по-прежнему требуется обучать туалету как можно раньше, поскольку доступ к таким удобствам, как одноразовые подгузники, может быть финансово ограничен. В более бедных семьях в развитых странах также обучаются туалету раньше, чем в более состоятельных.:43
В XX веке большая часть концептуализации относительно обучения туалету была во власти психоанализа, с его акцентом на бессознательном, и предупреждений о потенциальных психологических последствиях в дальнейшей жизни при обучении туалету. Например, антрополог Джеффри Горер приписал значительную часть черт современного японского общества в 1940-х годах методу приучения к туалету, написав, что «раннее и серьезное приучение к туалету является наиболее важным фактором, влияющим на формирование взрослого японского характера».:50—51:201:186 Некоторые немецкие теоретики по воспитанию детей 1970-х годов связывали нацизм и Холокост с авторитарными, садистскими личностями, которые появились благодаря карательным методам обучения туалету.
В XX веке от этого в основном отказались в пользу бихевиорализма, с акцентом на способы, которыми вознаграждение и подкрепление увеличивают частоту определенных видов поведения, и когнитивной психологии, с акцентом на смысл, когнитивные способности и личные ценности. Такие писатели, как психолог и педиатр Арнольд Гезелл, наряду с педиатром Бенджамином Споком оказали большое влияние на переосмысление проблемы обучения туалету как одного из вопросов биологии и готовности детей.

## Методики
Методики обучения туалету колеблются между «пассивной готовностью ребенка» (подходы, основанные на природе), которые подчеркивают индивидуальную готовность ребенка, и более «структурированным поведенческим поведением» (подходы, основанные на воспитании), которые подчеркивают необходимость начать режим обучения как можно скорее.:4:216 Среди наиболее популярных методов — ориентированный на ребенка подход Бразелтона, изложенный Бенджамином Споком в «Книге здравого смысла о детях и об уходе за детьми», методы, рекомендованные Американской академией педиатрии, и подход «обучение туалету за один день», разработанный Натаном Азрином и Ричардом М. Фоксом . По данным Американской академии семейных врачей, подходы Бразелтона и Азрина / Фокса эффективны для детей с нормальным развитием, хотя фактические данные были ограничены, и ни одно исследование не сравнивало эффективность этих двух методов напрямую. Рекомендации Американской академии педиатрии тесно связаны с подходом Бразелтона, и по крайней мере одно исследование показало, что метод Азрина / Фокса эффективнее метод Спока.

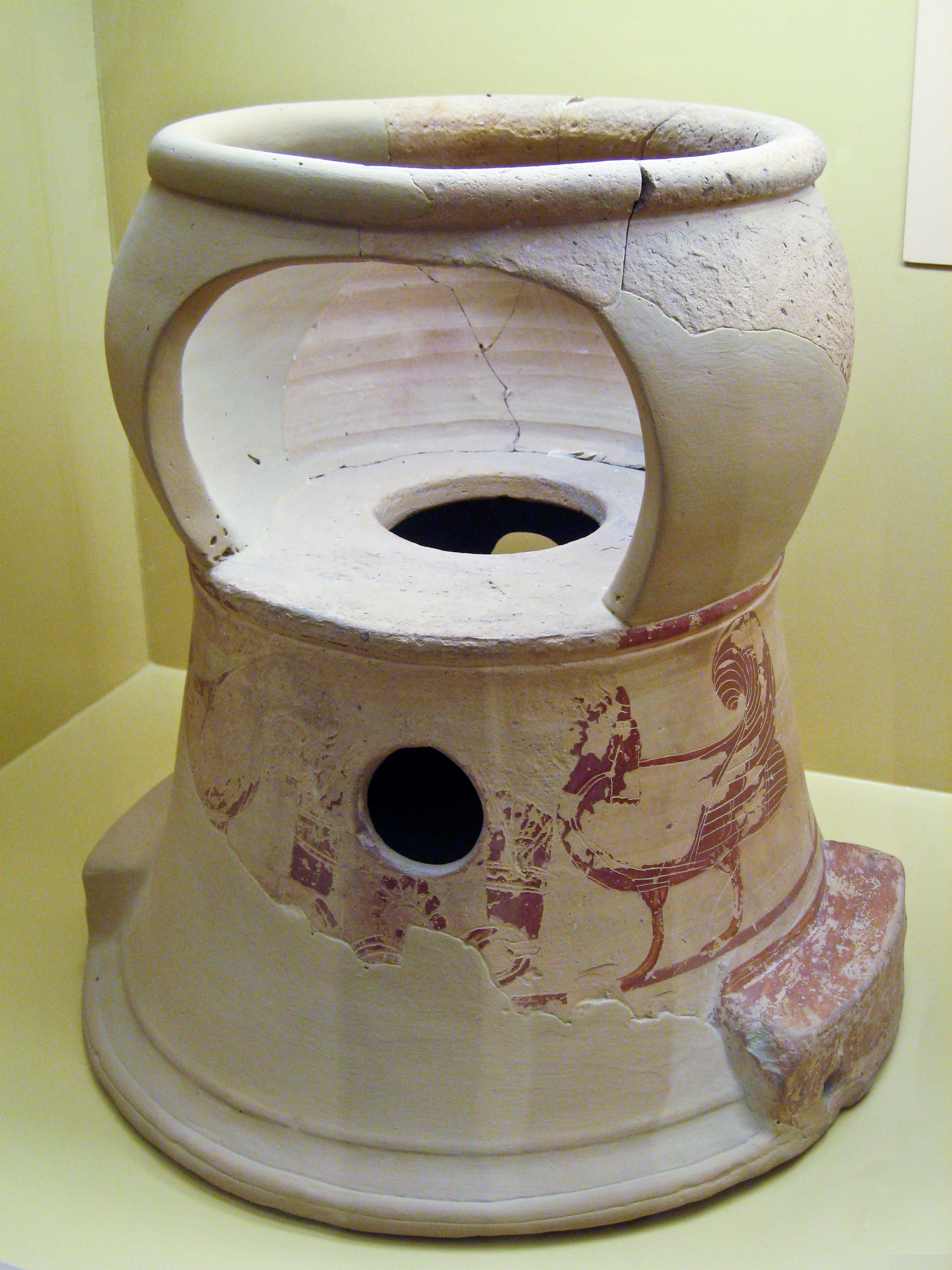
Детский ночной горшок с сиденьем, 6 век н. э., из музея Древней Агоры, Афины

Мнения родителей могут сильно различаться относительно того, какой подход к обучению туалету наиболее эффективен, и для достижения успеха могут потребоваться различные или разнообразные методы в зависимости от того, на что ребенок лучше реагирует. Они могут включать в себя использование учебных материалов, таких как детские книги, регулярные опросы детей о необходимости использования туалета, демонстрацию родителями или какую-либо систему вознаграждений. Некоторые дети могут более позитивно реагировать на более короткие, но интенсивные сеансы обучения, в то время как другие могут быть более успешными, обучаясь медленнее в течение более длительного периода времени.:12—13 Независимо от используемых методов, Американская академия педиатрии рекомендует, чтобы в методике использовалось как можно больше родительского участия и поощрения, при этом избегая отрицательного отношения.:18—19
Канадское педиатрическое общество дает ряд конкретных рекомендаций по методам приучения к туалету. К ним относятся:
- Использование подставки на сиденье для унитаза, табуретки для ног или небольшого стула для обеспечения легкого доступа ребенка
- Поощрение и похвала ребенка, когда он сообщает родителям или воспитателям об опорожнении, даже если это сделано после события
- Быть внимательным к поведенческим сигналам ребенка, которые могут указывать на необходимость опорожнения
- Предпочитать поощрение и похвалу, избегать наказания или отрицательного подкрепления
- Убедиться, что все лица, обеспечивающие уход, используют одинаковый метод
- Подумать о переходе на хлопчатобумажное нижнее белье или подгузники, когда ребенок закрепит успешные навыки[12]

### Хронология
Как отмечает психолог Джонни Л. Мэтсон, овладеть навыком использования туалета может быть сложным делом, от умения распознавать и контролировать функции организма до навыков, необходимых для выполнения надлежащих гигиенических процедур, развитой подвижности одеваться и раздеваться, навыки общения, чтобы сообщать другим о необходимости пользоваться туалетом.:2—3 Обычно в возрасте примерно одного года ребенок начинает осознавать необходимость опорожнения, что может наблюдать в изменении поведения непосредственно перед мочеиспусканием или дефекацией. Хотя дети могут осознавать нужду, в возрасте до 18 месяцев они могут еще не иметь возможности сознательно контролировать мышцы, участвующие в выведении, и еще не способны начать обучение туалету. Хотя они могут пользоваться туалетом, когда родитель отвел его туда в подходящее время, это больше принудительный, а не сознательный процесс.:25 Ситуация постепенно меняется на протяжении многих месяцев или лет, первым появляется ночной контроль кишечника, затем дневной контроль, и обычно последним ночной контроль мочевого пузыря.:26
Практика приучения к туалету может сильно различаться в разных культурах. Например, такие исследователи, как Мэри Эйнсворт, зафиксировали семьи в китайской, индийской и африканской культурах, которые начали обучение туалету уже в возрасте несколько недель или месяцев.:1—2:216 Это может быть обусловлено рядом причин, в том числе культурными ценностями относительно экскрементов, роли воспитателей и ожидания о работе матерей и того, как скоро они вернутся на работу после родов.
В 1932 году правительство США рекомендовало родителям начинать обучение туалету почти сразу после рождения, ожидая, что она завершится ко времени, когда ребенку исполнится шесть-восемь месяцев. Однако со временем это изменилось, родители в начале XX века начали приучение в возрасте 12—18 месяцев, а ко второй половине века — в среднем после 18 месяцев. В США и Европе приучение обычно начинается между 21 и 36 месяцами, и только от 40 до 60 % детей обучаются к 36 месяцам.
Американская академия педиатрии и Канадское педиатрическое общество рекомендуют родителям начать обучение к туалету с 18 месяцев, но если ребенок заинтересован в этом. Существуют свидетельства того, что дети, которые обучаются после второго года, могут подвергаться более высокому риску определенных расстройств, таких как урологические проблемы или дневное недержание. Нет никаких доказательств психологических проблем, связанных со слишком ранним началом обучения.:83 В исследовании семей в Великобритании исследователи обнаружили, что 2,1 % начали обучение до шести месяцев, 13,8 % — от 6 до 15 месяцев, 50,4 % — от 15 до 24 месяцев, а 33,7 % не начали обучение через 24 месяца.:83
Большинство детей достигает полного контроля над мочевым пузырем и кишечником в возрасте от двух до четырех лет.:3:162 В то время как четырехлетние дети обычно достаточно сухие во время бодрствования, каждый пятый ребенок в возрасте пяти лет иногда мочится ночью. Девочки, как правило, успешно заканчивают приучение несколько ранее, чем сверстники-мальчики, и обучение, как правило, длится от трех до шести месяцев.

### Неудачи
Неудачи, периодические эпизоды недержания мочи или кала, как правило, происходят во время приучения к туалету и не являются признаком серьезных медицинских проблем. Неудачи с дополнительными осложнениями, такими как боль при мочеиспускании или дефекации, хронический запор или кровь в моче или кале, должны быть оценены педиатром. Распространенность ночного энуреза, также известного как ночное недержание мочи, может достигать 9,7 % у 7-летних и 5,5 % у 10-летних, что в конечном итоге снижается примерно до 0,5 % у взрослых.:47

## Осложнения

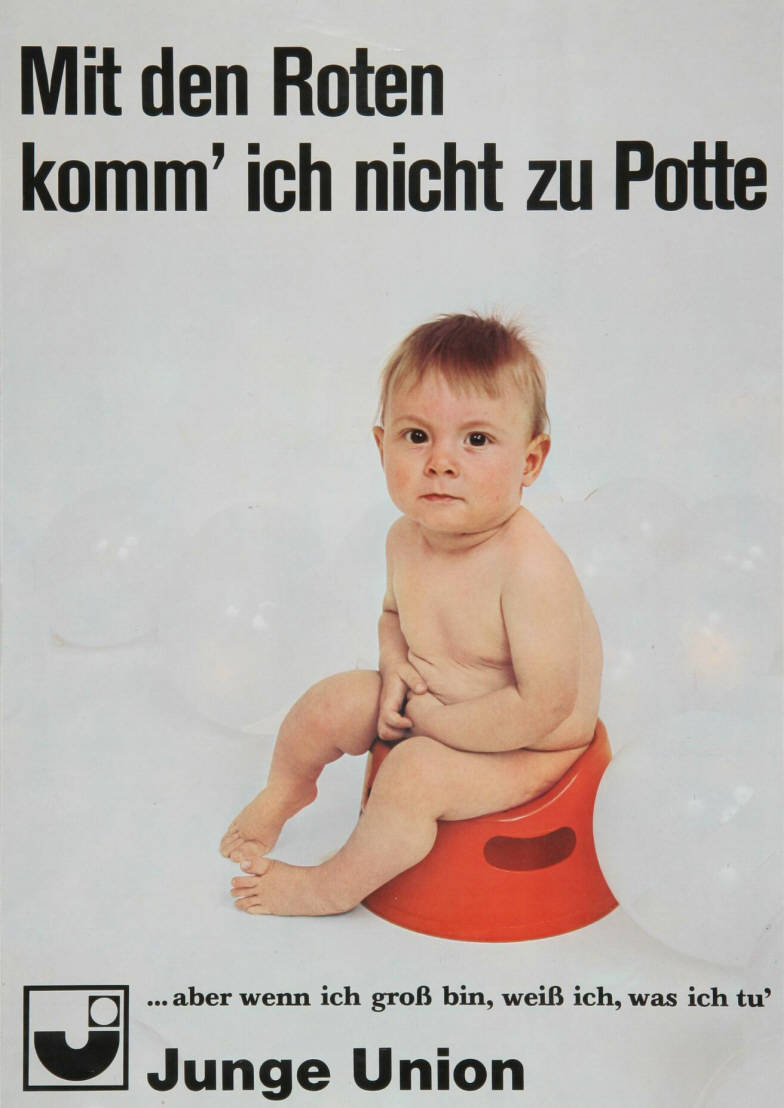
Немецкоязычный политический плакат для Молодежного Союза с изображением ребенка с запором на красном горшке, который отсылает к Ротен, или «Красным», Социал-демократической партии Германии.

Обучение туалету становится еще сложнее для детей с определенными нарушениями развития, поведения или здоровья. Дети с аутизмом, фетальным алкогольным расстройством, оппозиционно-вызывающим расстройством или синдромом гиперактивности с дефицитом внимания могут быть не мотивированы завершению обучения к туалету, могут испытывать трудности с реагированием на соответствующие социальные подкрепления или могут иметь сенсорную чувствительность, которая делает использование туалета неприятным.
У детей может быть целый ряд физических проблем, связанных с мочеполовой системой, которые могут потребовать медицинского осмотра и хирургического или фармакологического вмешательства для обеспечения успешного приучения к туалету. Страдающие церебральным параличом, могут столкнуться с уникальным набором проблем, связанных с контролем мочевого пузыря и кишечника, а те, у кого проблемы со зрением или слухом, могут потребовать подстройки обучения для компенсации проблем, в дополнение к терапии и адаптации устройства туалета.
Отказ от стула в туалете возникает, когда ребенок, обученный мочиться, отказывается пользоваться туалетом для испражнения в течение периода продолжительностью не менее одного месяца. Это может затронуть до 22 % детей и может привести к запорам или боли во время опорожнения. Обычно проблема разрешается сама без вмешательства. У детей может быть задержка стула или попытки избежать дефекации вместе с обучающим. Это также может привести к запорам. Некоторые дети прячут свой стул, возможно из-за смущения или страха, и, скорее всего, это вызвано обеими из указанных причин.
Хотя некоторые осложнения могут увеличить время, необходимое для достижения успешного контроля над мочевым пузырем и кишечником, большинство детей могут быть приучены к туалету.:3:162 Физиологические причины неудач при обучении к туалету редки, равно как и необходимость медицинского вмешательства. В большинстве случаев дети, которые испытывают проблемы с обучением, скорее всего, еще не готовы к нему.

### Риски
Изучение данных из отделений неотложной помощи в больницах США в период с 2002 по 2010 год показало, что наиболее распространенная травма, связанная с приучением к туалету, была вызвана падением с сидений и чаще была у детей в возрасте от двух до трех лет. Второй по распространению травмой было подскальзывание на полу. 99 % травм всех типов произошли в домашних условиях.:176
В домах с жестоким обращением приучение к туалету может стать причиной насилия над ребенком, особенно в тех случаях, когда родитель или опекун считает, что ребенок достаточно взрослый, чтобы он уже успешно освоил обучение, и, тем не менее, ребенок продолжает сталкиваться с неудачами.:311:50 Воспитатель может неверно истолковать это как умышленное непослушание со стороны ребенка.

## Технологии и оборудование
В 1938 году была известна одна из первых технологий, разработанных для обучения туалету, с названием «звонок и подушка», датчик обнаруживал, когда ребенок мочился ночью, и включал сигнал тревоги, чтобы выработать условный рефлекс. Были предложены аналогичные системы с сигнализацией, которые реагируют на влагу в нижнем белье, особенно это касалось обучению к туалету людей с ограниченными интеллектуальными возможностями. Эта технология была применена в последнее время в горшках, которые при использовании ребенком проигрывают звуки одобрения или другую форму поощрения.:170—172
Обучающие могут использовать различные варианты нижнего белья для помощи в обучении. Это переход от традиционных подгузников к особым подгузникам для обучения или использование неабсорбирующего хлопкового белья того же типа, которое носят взрослые. Они обычно используются позже в процессе обучения, а не на начальном шаге.:175 Детям, которые испытывают повторные неудачи после перехода на нижнее белье из хлопка, можно возобновить использование подгузников.
Наиболее широко используемые методы рекомендуют использование специализированных детских горшков, а некоторые рекомендуют родителям в качестве награды применять снеки или напитки.